# Chondrenchelys problematica
Chondrenchelys problematica (лат.) — вид вымерших хрящевых рыб из отряда хондренхейлиеобразных (Chondrenchelyiformes), единственный в роде Chondrenchelys. Известен из отложений нижнего карбона (345,0—342,8 млн лет назад) на территории Дамфрис-энд-Галловей (южная Шотландия).
Челюстной аппарат был представлен двумя парными зубными пластинами на верхней челюсти и тремя парными и одной непарной пластинами на нижней. Характеризовались половым диморфизмом, выраженном в наличии у самцов более крупных грудных плавников с гипертрофированными скелетными элементами.